# Великий Бурлук (посёлок)
Вели́кий Бурлу́к (укр. Великий Бурлук, иногда Большой Бурлу́к) — посёлок в Купянском районе Харьковской области Украины, административный центр Великобурлукской поселковой общины. До 17 июля 2020 года был административным центром Великобурлукского района и Великобурлукского поселкового совета.
С 10 марта 2022 года по 10 сентября 2022 года посёлок контролировался ВС РФ. 

## Географическое положение
Великий Бурлук находится на расстоянии 108 км от Харькова на левом берегу реки Большой либо Великий Бурлук, выше по течению примыкают сёла Замост и Буряковка, ниже по течению — сёла Плоское и Балка, на противоположном берегу село Горяное.
К поселку примыкает лесной массив урочище Неруб (дуб).

## Происхождение названия
Бурлук — на татарском языке «большая грязь», «болото», бурулук. Вероятно, в XVI—XVIII веках название появилось от местных половцев либо во время набегов крымских татар.

## История
Селение впервые упоминается в письменных источниках в 1675 году как укреплённый пункт на границе Русского государства, построенный для защиты от набегов крымских татар.
Около 1680 года земли в окрестностях поселения перешли в поместье полковнику Харьковского слободского полка Константину Григорьевичу Донцу и утверждены за его сыновьями царской грамотой 1693 года в награду: «за многие службы деда их Полковника Григория Донца и за службу и смерть отца их Константина Донца», убитого в сражении с азовскими татарами.
В 1698 году селение было разрушено крымскими татарами, но в 1699—1700 вновь отстроено и включено в состав уже не Харьковского, а Изюмского слободского полка.
В 1732 году во «владельческой слободке» Бурлук были 159 дворов и 755 душ мужского пола.
В 1839 году в Бурлуке был освящён храм во имя Преображения Господня, построенный помещиком Андреем Яковлевичем Донец-Захаржевским в стиле петербургского ампира по проекту В. П. Стасова. Через два года, после смерти Андрея Яковлевича, имение перешло к его зятю Воину Дмитриевичу Задонскому, женатому на дочери покойного.
В 1864 году в селе открыли начальную школу.
В 1891 году слобода Великий Бурлук являлась административным центром Велико-Бурлуцкой (либо просто Бурлуцкой) волости Волчанского уезда Харьковской губернии Российской империи; здесь насчитывалось 3600 жителей и 572 двора, действовали школа, больница, три постоялых двора, три торговые лавки и православная церковь, регулярно проходили ярмарки.
В самом начале XX века через Великий Бурлук была проложена железнодорожная линия Белгород — Купянск, что способствовало развитию селения.
Крестьяне Большого Бурлука приняли участие в Первой русской революции. В ноябре 1905 года они подняли Бурлуцкое восстание; разгромили несколько имений помещиков; 27 ноября захватили и разделили между собой 100 тысяч пудов хлеба. Восстание было жестоко подавлено.
8 января 1918 года в Большом Бурлуке была установлена Советская власть, но в апреле 1918 года селение было оккупировано наступавшими австро-немецкими войсками. В дальнейшем в ходе гражданской войны власть несколько раз менялась.
В декабре 1918 года бандиты анархиста Сахарова напали на имение Задонских в Великом Бурлуке и убили всю семью Задонских, князя Вадбольского с женой и дочерью. Погибла и Екатерина Васильевна Задонская (Неклюдова) в возрасте 84 лет.
Согласно рассказу Ю. П. Миролюбова, здесь, в имении Задонских, летом 1919 года полковник Добровольческой армии ВСЮР Али (Фёдор Артурович) Изенбек якобы нашёл деревянные дощечки, испещрённые непонятными письменами («Велесова книга», которую современная историческая наука считает фальсификацией Миролюбова).
В декабре 1919 года Советская власть была восстановлена; в 1922 году здесь были основаны сельскохозяйственная артель «Труд» и коммуна им. Г. И. Петровского.
Весной 1923 года из частей Бурлуцкой и Шиповатской волостей Волчанского уезда Харьковской губернии УССР был создан небольшой Бурлуцкий район, позднее переменованный в Великобурлукский; входивший в Купянский округ; при этом часть Бурлуцкой волости отошла к Шиповатскому району.
В 1926 году здесь была организована машинно-тракторная станция; в 1941 году в ней было 95 тракторов и 26 комбайнов.
21 августа 1931 года началось издание местной газеты «Советский патриот».
В 1936 году была построена электростанция.
В 1937 году,, перед ВОВ, в Велиом Бурлуке, располагавшемся на обеих берегах реки Большой Бурлук, были 1270 дворов, машинно-тракторная станция, лесничество, мукомольный комбинат, почта, райсовет и ветряная мельница.
В ходе Великой Отечественной войны после «Барвенковского котла» 14 июня 1942 село было оккупировано наступавшими немецкими войсками, но 3-4 февраля 1943 года освобождено подразделениями 303-й стрелковой дивизии РККА. В дальнейшем, в соответствии с четвёртым пятилетним планом восстановления и развития народного хозяйства СССР, село было восстановлено.
В 1950 году была открыта школа рабочей молодёжи.
7 октября 1963 года селу был присвоен статус посёлка городского типа.

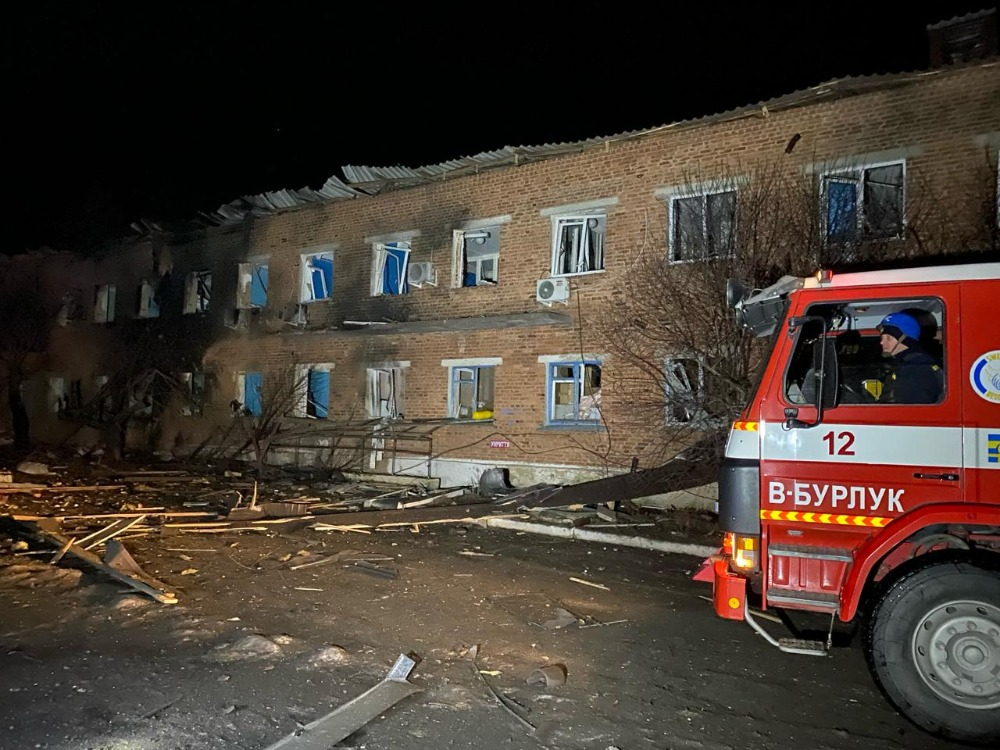
Великобурлукская центральная районная больница после бомбардировки 31 января 2024 года

В 1966 году население составило 9500 человек; действовали 13 школ с 1548 учащимися, Дом культуры, 2 центральные библиотеки, гражданский аэропорт.
В 1977 году в районе села был создан государственный заказник.
В 1978 году здесь действовали маслозавод, райсельхозтехника, комбинат бытового обслуживания, 4 общеобразовательные школы, музыкальная школа, больница, кинотеатр и четыре библиотеки.
В январе 1989 года численность населения составляла 5224 человека.
В мае 1995 года Кабинет министров Украины утвердил решение о приватизации находившихся здесь АТП-16340, райсельхозтехники и райсельхозхимии.
На 1 января 2013 года численность населения составляла 4053 человека.
В ходе российского вторжения в Украину Великий Бурлук был оккупирован ВС РФ. 
10 сентября 2022 года ВСУ вернули контроль над посёлком. Впоследствии посёлок неоднократно подвергался российским обстрелам и бомбардировкам (так, бомбардировкой 31 января 2024 года была повреждена центральная районная больница).
28 февраля 2024 года по вокзалу станции возле Великого Бурлука российскими войсками был нанесен удар управляемой авиабомбой, в результате чего погибли 2 человека: 48-летний мужчина и 6-летняя девочка, проходившие через вокзал, а мать девочки получила ранения из-за авиаудара.

## Экономика

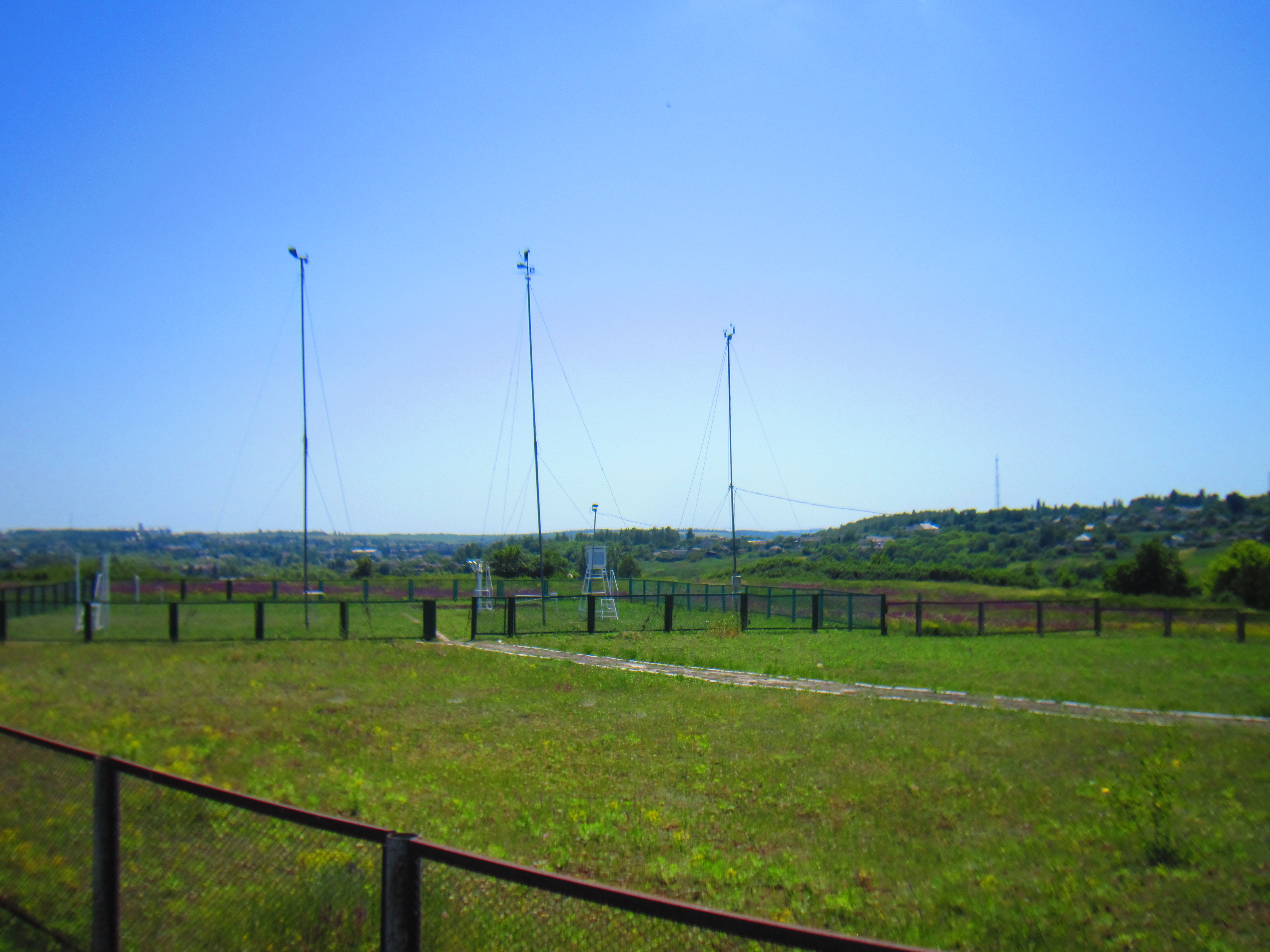
Погодная станция

- ОАО «Великобурлукский сыродельный завод».
- Несколько машинно-тракторных мастерских.
- Великобурлукский хлебокомбинат великобурлукского райпотребсоюза.
- Великобурлукская районная типография.

## Объекты социальной сферы

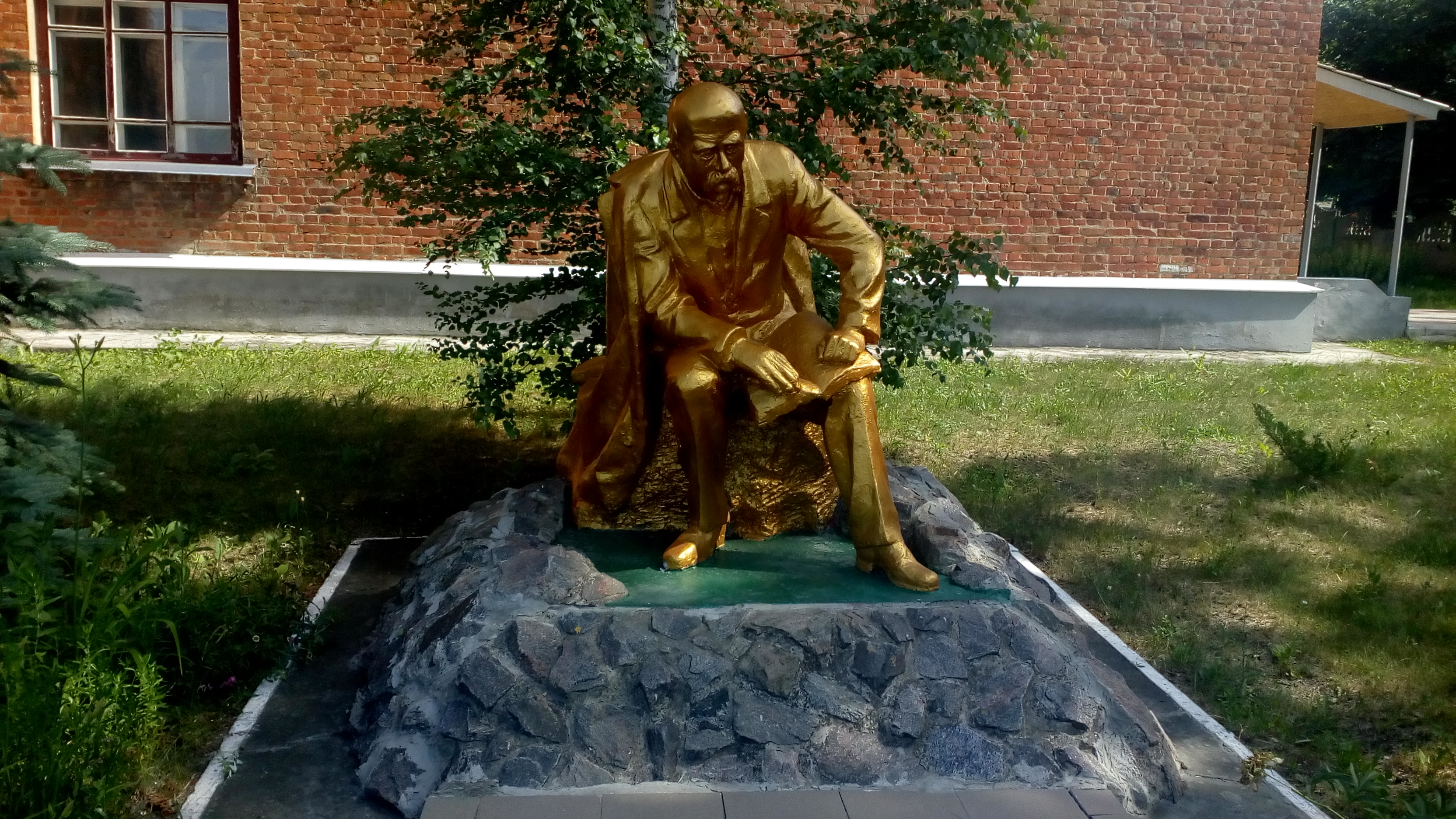
Памятник Тарасу Шевченко

- КУ «Великобурлукский лицей». Великобурлукская детско-юношеская спортивная школа.
- Великобурлукская детская музыкальная школа.
- Дом Культуры.
- Музей.
- Больница.
- Великобурлукская лечебница ветеринарной медицины.
- КУ «Великобурлукский ИРЦ».

## Транспорт
В посёлке две железнодорожные станции — Бурлук (на линии Белгород — Купянск) и Поселочная.
Расстояние до Харькова по железной дороге — 189 км, по шоссе — 108 км.

## Достопримечательности
- православная церковь 1830х годов постройки (памятник архитектуры)[8]
- Региональный ландшафтный парк «Великобурлукская степь». Площадь — 2042,6 га. Размещается на территории пгт Великий Бурлук и сёл Катериновка, Червоная Хвыля, Шиповатое, Андреевка, Горяное, посёлок Плоское[22].
- Деревянный усадебный дом Донец-Захаржевских и Задонских, в котором долгое время находилась коммуналка, сохранился, но пребывает в плачевном состоянии.

Усадьба Задонских на дореволюционных фотографиях
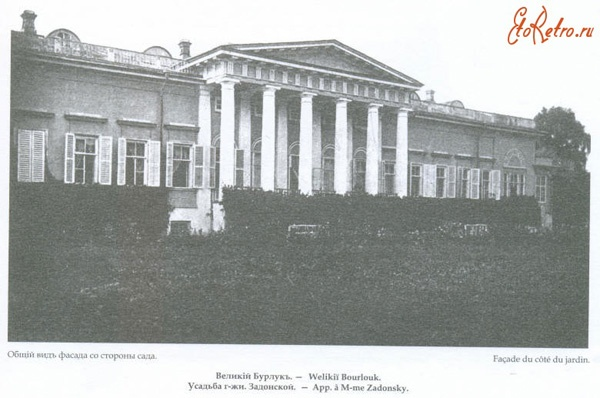
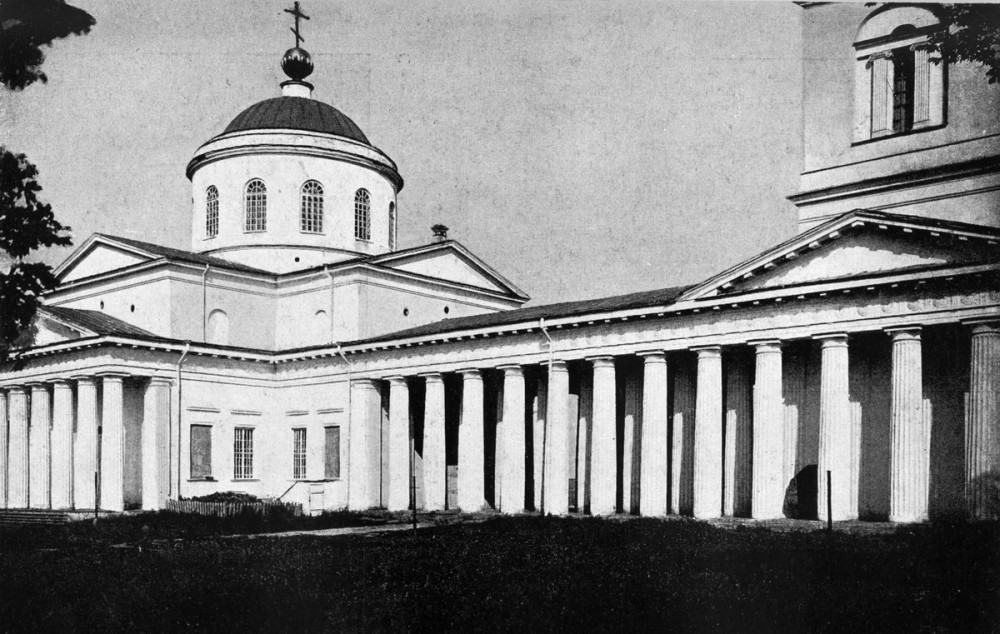
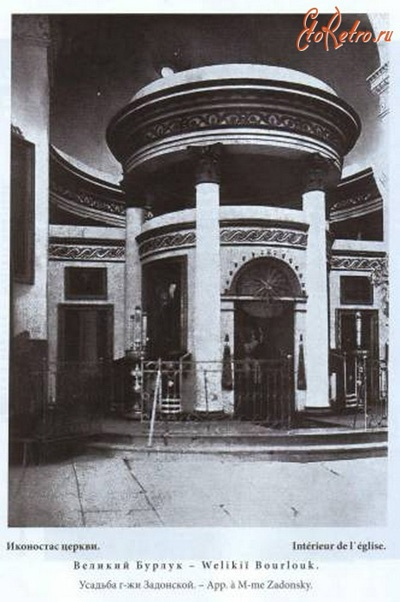
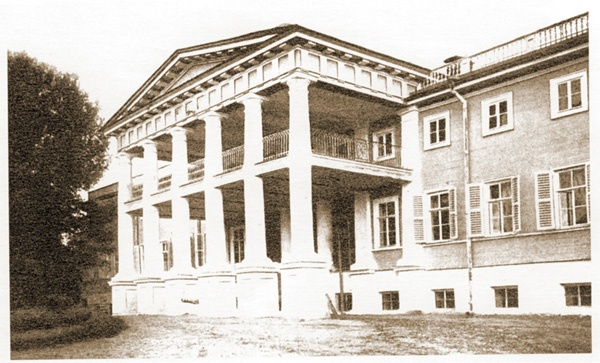
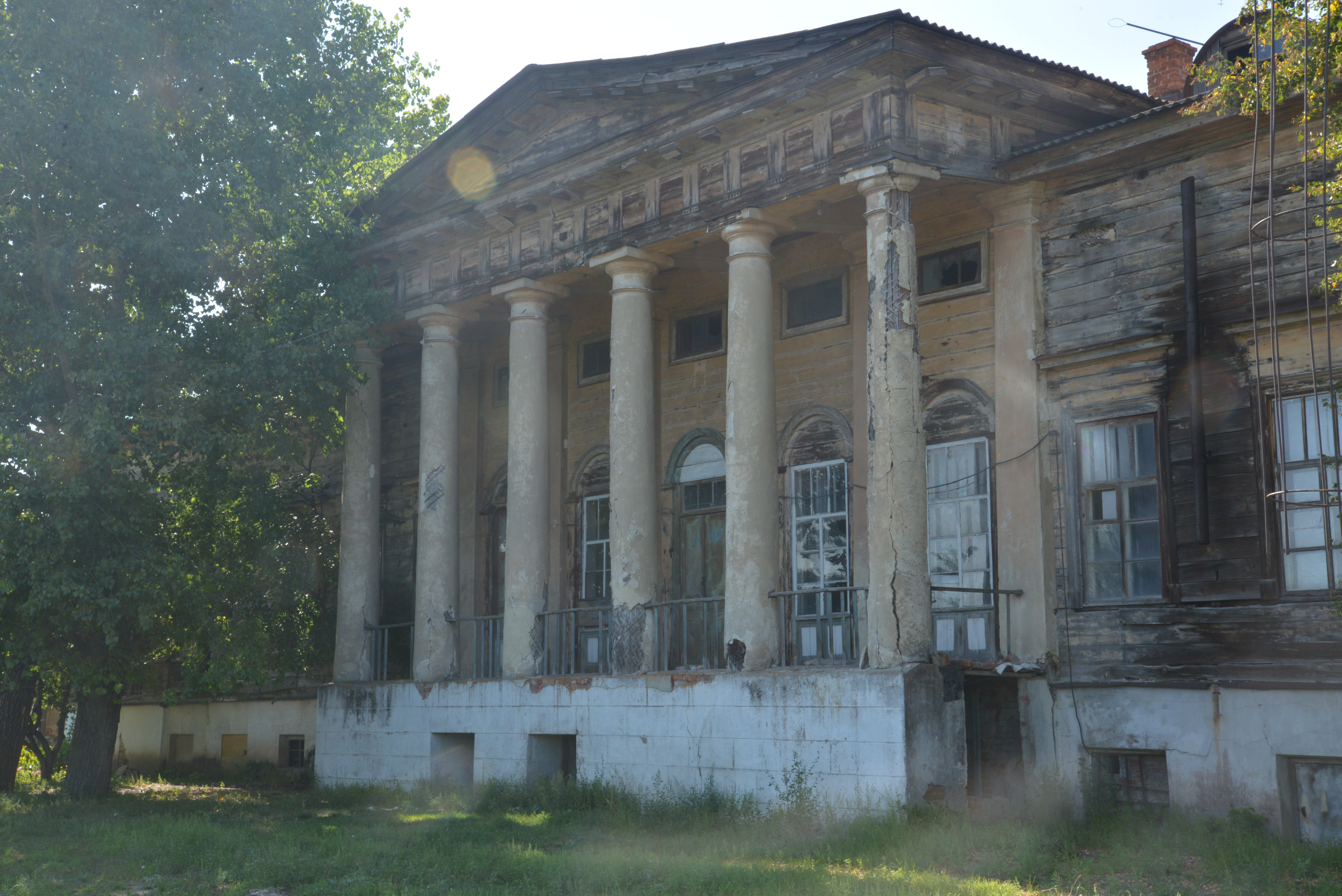

## Религия
- В центре посёлка построена церковь Спаса Преображения[23].

## Известные люди
- Задонский Александр Воинович — (1834—1912), родился в селе Великий Бурлук, генерал-лейтенант русской императорской армии.
- Калиберда Иван Афанасьевич — (1920—2020), родился в селе Великий Бурлук, Герой Советского Союза[24].
- Проценко Леонид Алексеевич — (1911—1943), родился в селе Великий Бурлук, Герой Советского Союза, красноармеец.
- Чайка Фёдор Васильевич — (1918—1974), окончил 8 классов школы в райцентре Великий Бурлук, Герой Советского Союза[25].